# Смілянський ґебіт
Сміля́нський ґебі́т, окру́га Смі́ла (нім. Kreisgebiet Smela) — адміністративно-територіальна одиниця Генеральної округи Київ Райхскомісаріату Україна протягом німецької окупації Української РСР під час Німецько-радянської війни. Адміністративним центром ґебіту було місто Сміла.
Ґебіт утворено 20 жовтня 1941 року на території нинішньої Черкаської області. Поділявся на 3 райони (нім. Rayons). Існував до взяття Сміли радянськими військами 29 січня 1944 року. Охоплював територію трьох районів тодішньої Київської області: Городищенського, Смілянського і Черкаського та, відповідно, поділявся на три райони: Воронцово-Городище (Rayon Woronzowo-Gorodischtsche), Сміла (Rayon Smela) і Черкаси (Rayon Tscherkassy), межі яких збігалися з тогочасним радянським адміністративним поділом. При цьому зберігалася структура адміністративних і господарських органів УРСР. Всі керівні посади в ґебіті обіймали німці, головним чином з числа тих, що не підлягали мобілізації до вермахту. Лише старостами районів і сіл призначалися лояльні до окупантів місцеві жителі або фольксдойчі.